# Егорова, Татьяна Николаевна
Татья́на Никола́евна Его́рова (8 января 1944, Москва — 21 июля 2025, Москва) — советская и российская актриса театра и кино, журналистка, писательница.

## Биография
Татьяна Егорова родилась 8 января 1944 года в Москве. В 1962 году окончила школу и поступила в Театральное училище имени Щукина. По окончании училища в 1966 году была принята в труппу театра Сатиры, где прослужила 23 года. В 1989 году, через два года после смерти Андрея Миронова, ушла из театра.
Автор нашумевшей книги «Андрей Миронов и я» (1999), написанной по заказу издателя Захарова, посвящённой её взаимоотношениям с актёром, по её словам, длившимся 21 год (с перерывом на три года). Во второй половине жизни подружилась с матерью Миронова — Марией Владимировной, при его жизни Татьяну не выносившей. После выхода скандальной книги в 56 лет вступила в свой первый брак с предпринимателем Сергеем Шелеховым. Брак длился 14 лет, до его смерти в 2014 году.
Другая книга Егоровой, «Русская роза», посвящена, по мнению прессы, её взаимоотношениям с режиссёром Вадимом Абдрашитовым, начавшимся несколько лет спустя после расставания с Мироновым.
Скончалась 21 июля 2025 года в Москве в возрасте 81 года после продолжительной болезни. Похоронена в Москве на Троекуровском кладбище.

## Творчество

### Роли в театре
- 1966 — «Над пропастью во ржи» Д. Сэлинджера — Салли Хейс
- «Клоп» В. Маяковского
- 1967 — «Интервенция» Л. Славина — беженка, дама в ресторане
- «Баня» В. Маяковского
- 1966 — «Женский монастырь»
- 1966 — «Оглянись во гневе» Д. Осборна
- 1967 — «Дон Жуан, или Любовь к геометрии» М. Фриша — донья Инесса
- 1967 — «Доходное место» А. Н. Островского — Юленька
- 1968 — «Малыш и Карлсон» А. Линдгрен — Бетан
- 1968 — «Последний парад» А. Штейна
- 1971 — «Мамаша Кураж и её дети» Б. Брехта — Катрин
- 1973 — «Чудак-человек» Азерникова — старуха-секретарша
- 1973 — «Безумный день, или Женитьба Фигаро» Бомарше — Керубино
- 1974 — «Проснись и пой!» — Мари
- 1975 — «Пена» С. Михалкова

### Фильмография
| Год  |     | Название                           | Роль                                               |
| ---- | --- | ---------------------------------- | -------------------------------------------------- |
| 1965 | ф   | Месяц май                          | студентка (в титрах Т. Грибкова)                   |
| 1969 | тсп | Две комедии Бранислава Нушича      | жена                                               |
| 1969 | тсп | Швейк во Второй мировой войне      | Анна                                               |
| 1970 | тсп | А зори здесь тихие                 | Вера                                               |
| 1971 | тсп | Когда море смеётся                 | дочь Уолфилда                                      |
| 1972 | ф   | Право на прыжок                    | журналистка                                        |
| 1973 | ф   | Безумный день, или женитьба Фигаро | служанка                                           |
| 1974 | ф   | Проснись и пой                     | Мари, девушка Дьюлы                                |
| 1976 | тсп | Ну, публика!                       | Имя персонажа не указано                           |
| 1977 | тсп | Кто есть кто?                      | Татьяна Григорьевна Щукина, жена Андрея Андреевича |
| 1977 | ф   | Журавль в небе                     | невеста                                            |
| 1977 | ф   | Служебный роман                    | гостья у Самохваловых                              |
| 1977 | ф   | Странная женщина                   | эпизод                                             |
| 1977 | тсп | Пена                               | Викторина Махонина                                 |
| 1979 | тсп | Цезарь и Клеопатра                 | Хармиана, прислужница Клеопатры                    |
| 1980 | ф   | Однажды двадцать лет спустя        | одноклассница Кругловой                            |
| 1980 | тсп | Нора                               | Элене                                              |
| 1981 | тсп | Простая девушка                    | Самозванцева                                       |
| 1982 | ф   | Ослиная шкура                      | эпизод                                             |
| 1983 | ф   | Время желаний                      | Мила, подруга Светланы                             |
| 1984 | ф   | Расставания                        | эпизод                                             |
| 1987 | ф   | Друг                               | Зина                                               |
| 1991 | ф   | Армавир                            | водяная нимфа                                      |
| 1991 | ф   | Бесконечность                      | эпизод                                             |
| 1992 | ф   | Очень верная жена                  | Дина Григорьевна, начальница Тани                  |
| 2010 | ф   | Гадание при свечах                 | Софья Аркадьевна, мать Жени Смоленцева             |